# Табук (оружие)
Табук (араб. تبوك‎, англ. Tabuk)  — семейство иракского стрелкового оружия, сконструированного на основе югославского автомата Zastava М70.

## История
В конце 1970-х годов правительства Югославии и Ирака заключили ряд соглашений о строительстве предприятий по производству продукции военного назначения. Один из таких проектов предполагал строительство завода по производству стрелкового оружия и носил название «Zastava» — KOL 6 (KOL — кодовое наименование ряда договоров по передаче лицензий и технологий, которые Yugoimport SDPR заключил с Ираком). В 1979 году строительство завода «Аль-Кадисия» к югу от Багдада было завершено и была выпущена первая партия автоматов. На предприятии производились автоматы и винтовки «Табук», винтовки «Аль-Кадисия»  пистолеты «Тарик» 9 мм и «Тарик» 7,65 мм, ручные пулемёты «Аль-Кудс». Производство было прекращено с началом Иракской войны. После окончания Иракской войны на рынке гражданского оружия США были представлены полуавтоматические копии «Табук» производства компании Two Rivers Arms.
Оружие названо в честь битвы при Табуке.

## Конструкция
Принцип действия повторяет таковой у автомата Калашникова: автоматика работает по принципу отвода части пороховых газов с длинным ходом поршня. Запирание канала ствола производится поворотом затвора с двумя боевыми упорами. Ствол не хромированный. В дульной части ствола нарезана резьба для установки дульных устройств. Ствольная коробка — штампованная, из стали толщиной 0.9 мм, либо 1.5 мм. Варианты с коробкой толщиной 1.5 мм имеют в передней части утолщение, характерное для автоматов Zastava М70B2, B3. Автоматы с коробкой 0.9 мм такого утолщения не имеют (как на Zastava М70B1). На части автоматов в задней части ствольной коробки предусмотрен дополнительный фиксатор крышки. Предохранитель-переводчик расположен на правой стороне ствольной коробки. Прицельные приспособления состоят из мушки и прицела секторного типа. Питание автомата и винтовки под патрон 7,62 х 39 мм может осуществляться из любых коробчатых магазинов, совместимых с АК, а также барабанных магазинов РПК (M72). У версий с нескладным прикладом был предусмотрен резиновый затыльник на прикладе.
Как и другое стрелковое оружие Ирака, часть автоматов и винтовок получила покрытие из позолоты и использовалась, как церемониальное, наградное оружие или в качестве подарков.
Утверждается, что автоматы «Табук», изготовленные после 1980-х годов отличались низким качеством изготовления.
Выпускалось большое количество различных вариантов «Табука» под требования разных заказчиков. После Иракской войны большая часть документации на оружие была утрачена, поэтому конструкция и варианты описываются на основании уцелевших образцов.

## Варианты

### Автомат
Вариант со стволом 415 мм. Представляет собой копию югославского автомата Zastava М70 с минимальными отличиями. Режимы огня — непрерывный или с отсечкой по одному выстрелу. На части автоматов на газовой каморе расположен складной прицел для винтовочных гранат. В разложенном состоянии прицел перекрывает отвод газов из газовой каморы в газовую трубку для выстрела винтовочной гранаты холостым патроном. У автоматов, оснащённых таким прицелом, в задней части ствольной коробки предусмотрен фиксатор, предохраняющий крышку от открывания при стрельбе гранатами. Приклад деревянный нескладной или стальной, складной вниз под цевьё. Часть автоматов оснащалась штык-ножами по типу штык-ножей АКМ.
Кроме автомата под патрон 7,62 x 39, предлагался вариант под патрон 5,56 × 45 мм НАТО. Вероятно, этот вариант не производился серийно. Подтверждением может являться то, что этот патрон не использовался вооружёнными силами Ирака в период правления Саддама Хусейна, а также отсутствие информации про сохранившиеся автоматы под патрон 5,56 × 45 мм.

### Укороченный автомат
Вариант с укороченным стволом и цевьём, складным вниз под цевьё стальным прикладом и газоотводным узлом, совмещённым с мушкой, по типу Rk.62. Режимы огня — непрерывный или с отсечкой по одному выстрелу. Утверждается, что этот вариант был сконструирован для Республиканской гвардии Ирака. Неофициальные названия — «Сын Табука», «Усама».

### Самозарядная винтовка
Часть винтовок имела стволы длиннее, чем у автомата, но короче, чем у снайперской винтовки. Отсутствует возможность вести непрерывный огонь. Оснащались несъёмным, складным вниз игольчатым штыком и колодкой мушки, как на китайском автомате Тип 56.

### Снайперская винтовка
Вариант со стволом 600 мм, креплением для оптического прицела, нескладным деревянным прикладом с отверстием. Отсутствует возможность вести непрерывный огонь. В дульной части ствола нарезана резьба М14×1 левая, на которую устанавливался пламегаситель. На приклад мог устанавливаться съёмный подщёчник. Целик оснащён механизмом внесения боковых поправок по типу РПК. Оптический прицел устанавливается на стандартное для стрелкового оружия ОВД крепление типа «ласточкин хвост», расположенное на левой стороне ствольной коробки. Чаще всего винтовки оснащались югославским четырёхкратным прицелом Zrak ON-M76. Также устанавливались румынский I.O.R. LPS 4x6° TIP2, советский ПСО-1 и его китайская копия.
По классификации, принятой в США, винтовку определяют как марксманскую.
По пяти выстрелам с оптическим прицелом 6x42 и патронами китайского производства со стальным сердечником на дальность 100м кучность составила около пяти сантиметров.

## Галерея

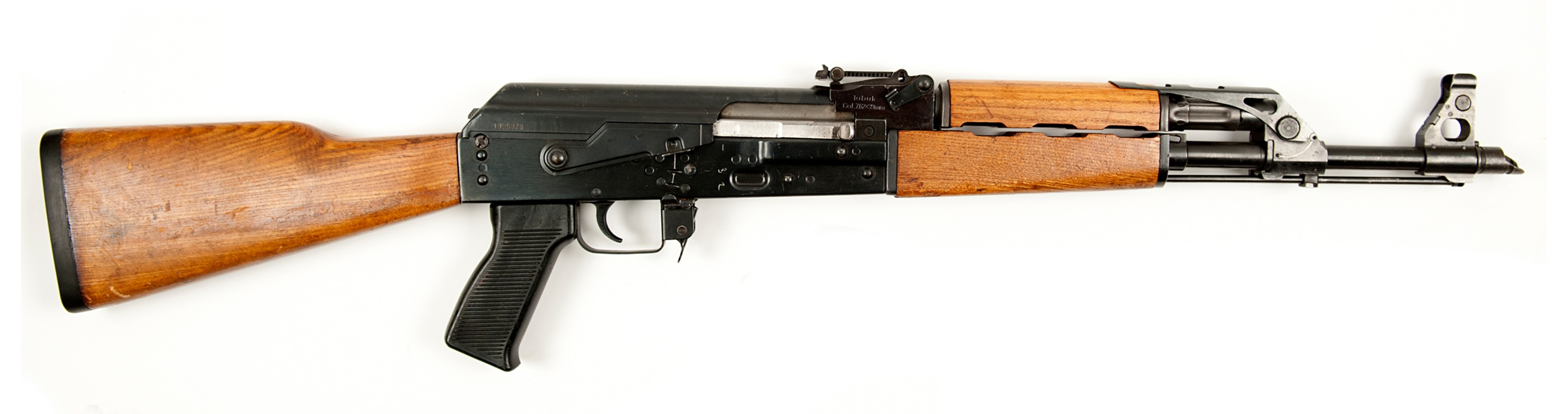
Автомат «Табук». Виден прицел для винтовочных гранат на газовой каморе.
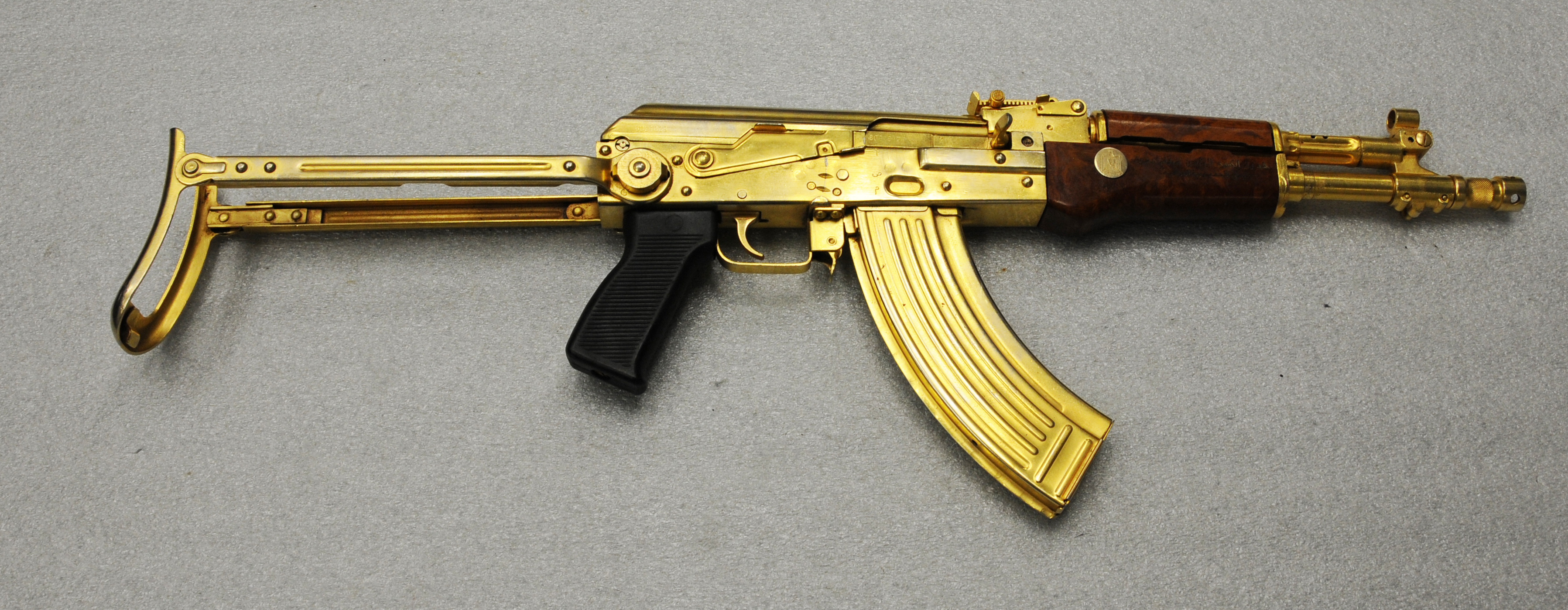
Укороченный автомат «Табук»
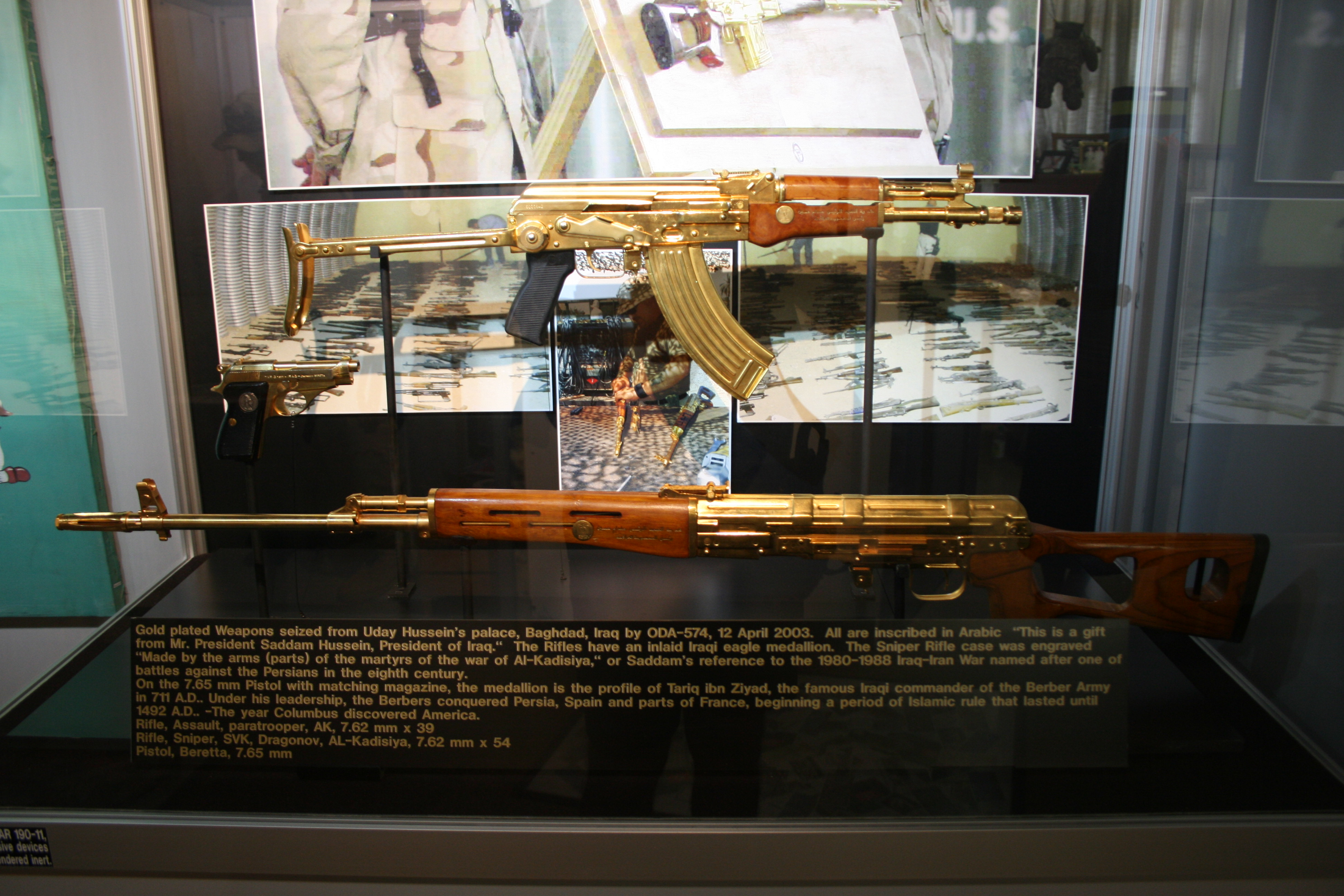
Автомат «Табук», винтовка «Аль-Кадисия» и пистолет «Тарик» 7,65 мм в музее Форт-Либерти
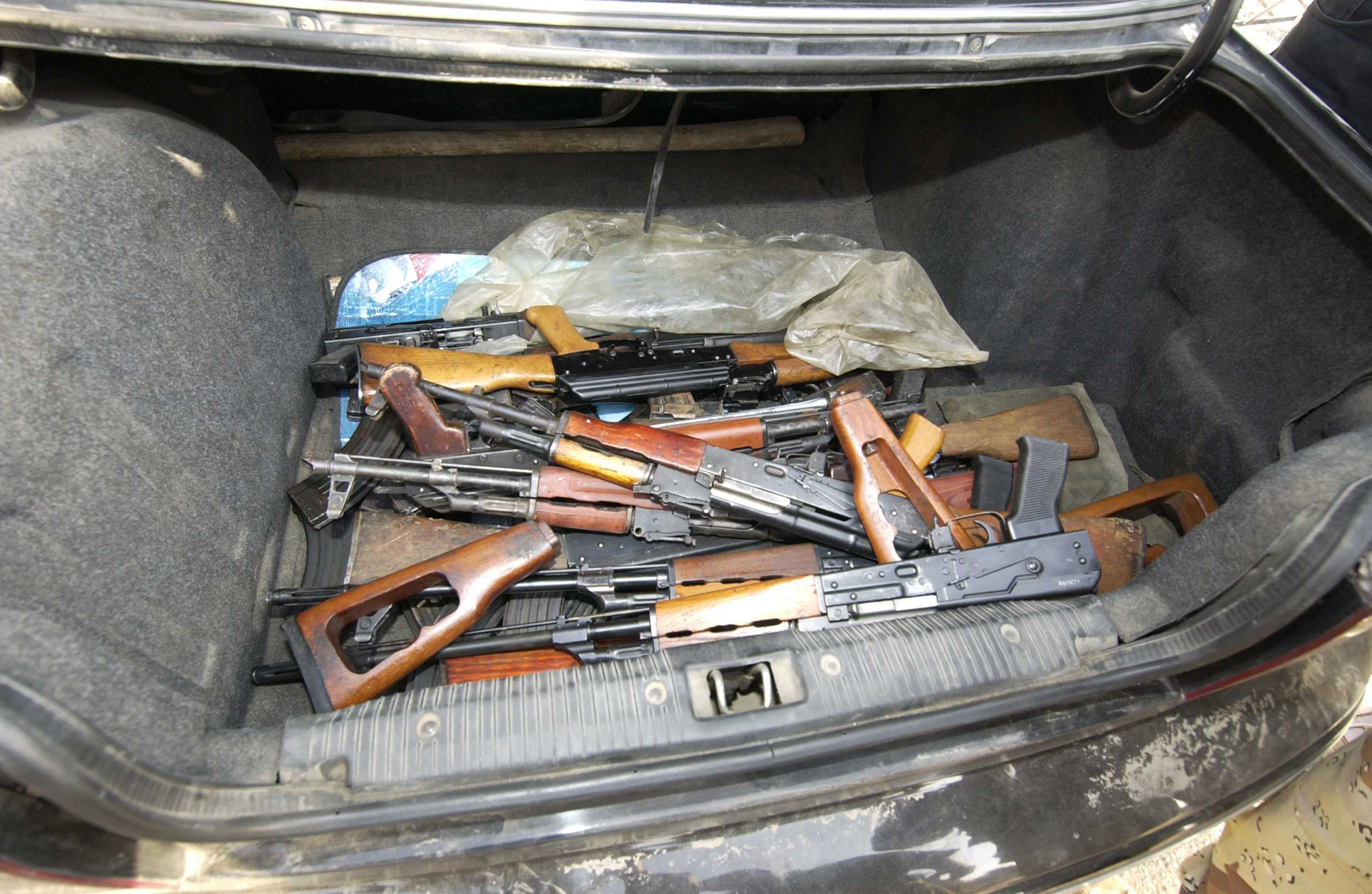
Снайперские винтовки «Табук» со снятыми прикладами в багажнике автомобиля в Мадинат-эс-Садр
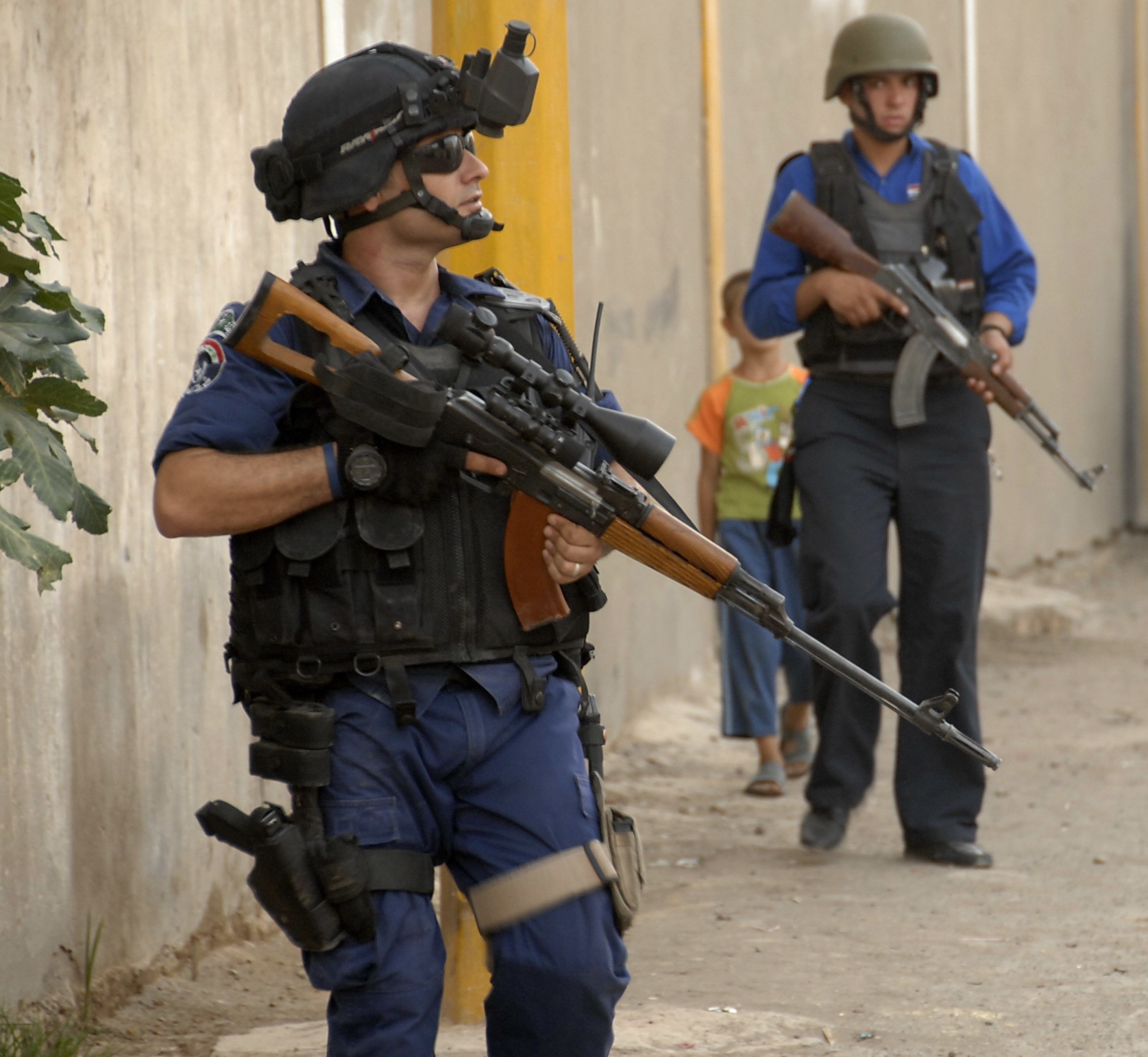
Иракский полицейский с винтовкой «Табук»
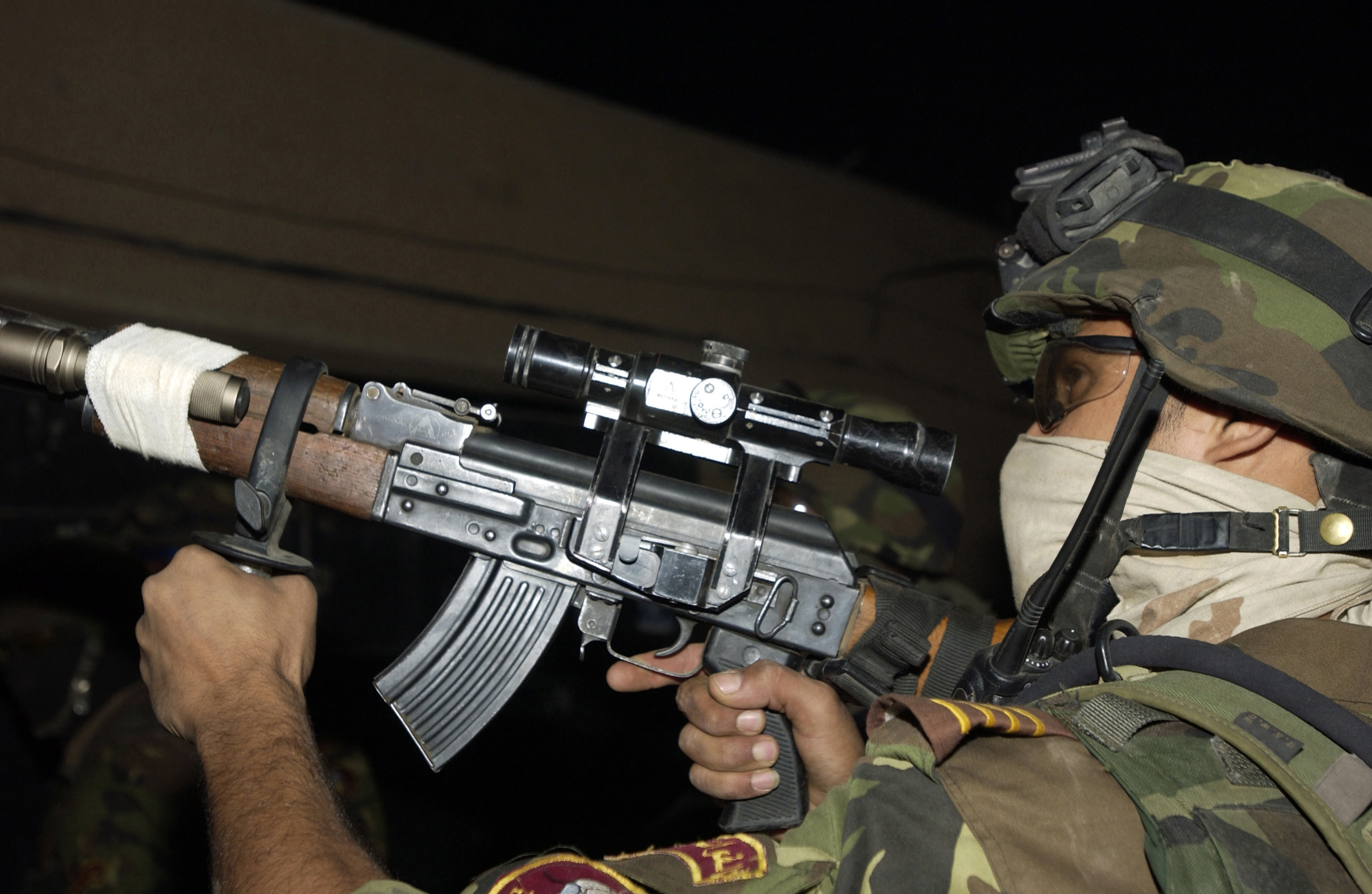
Иракский военнослужащий с винтовкой «Табук»
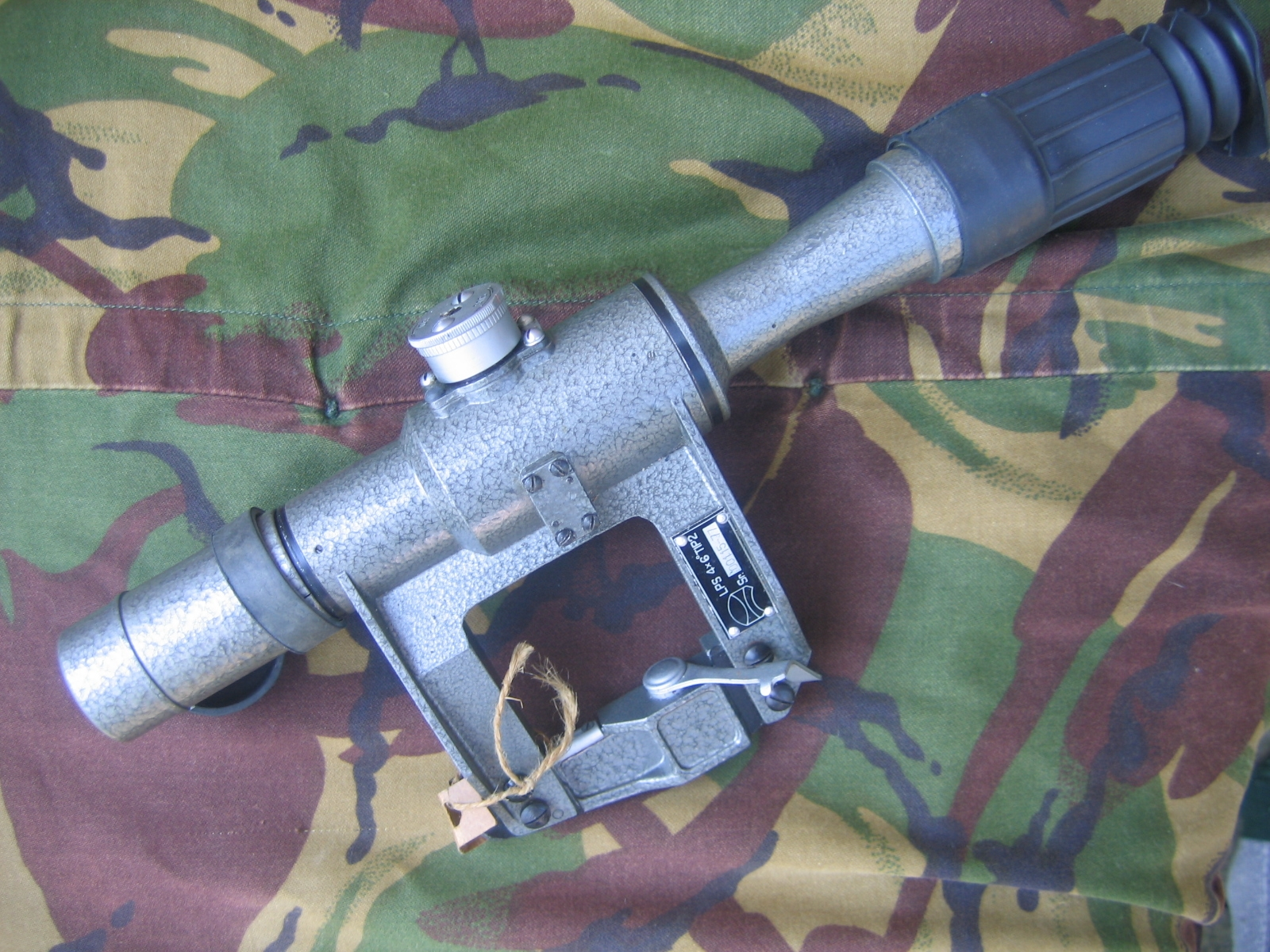
Прицел LPS 4x6° TIP2
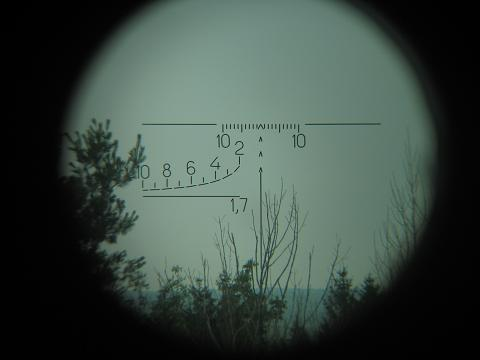
Сетка прицела LPS 4x6° TIP2
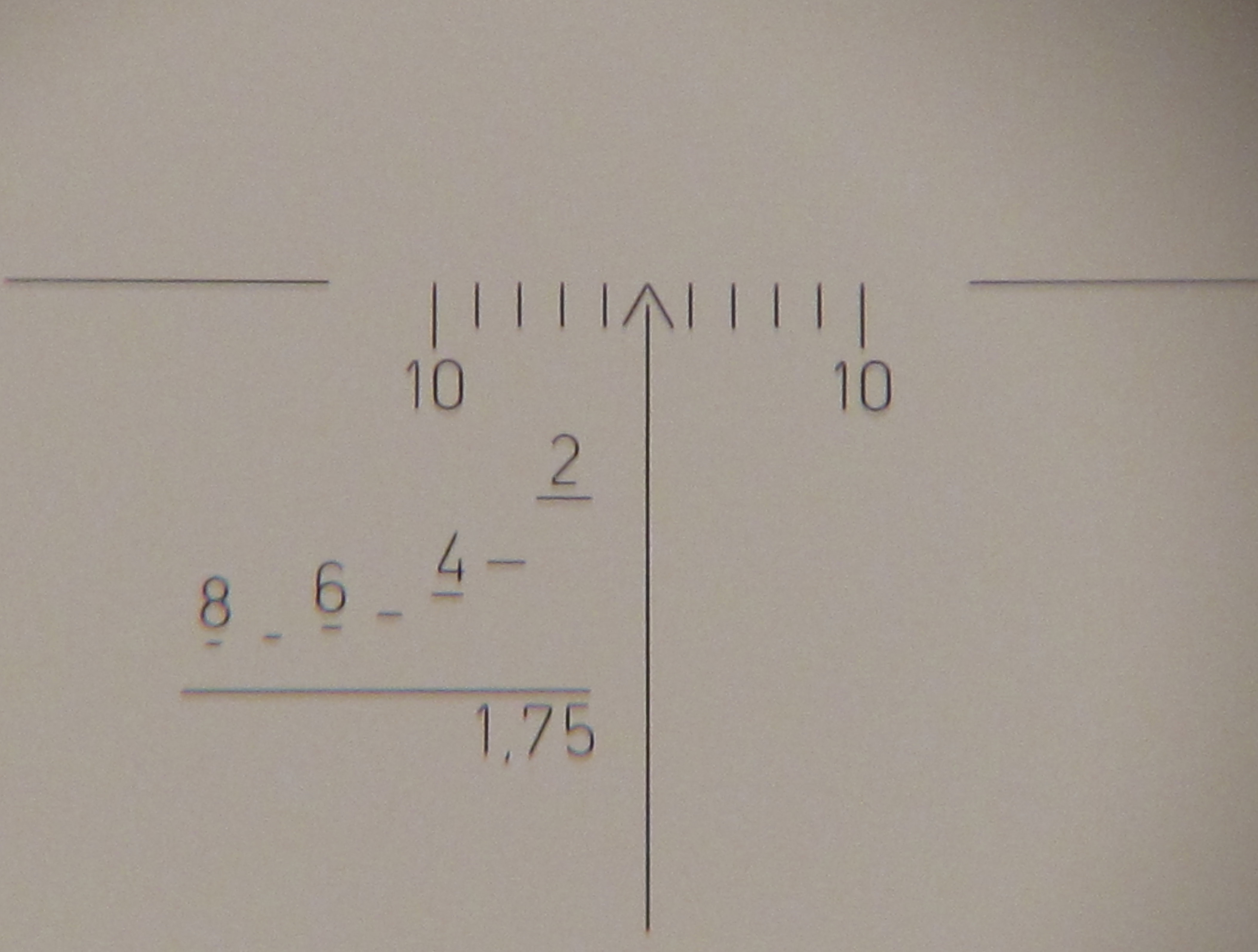
Сетка прицела Zrak ON-M76B